# Marquis Hainse
Marquis Hainse est un officier de l'Armée canadienne qui a été le commandant de celle-ci de 2013 à 2016.

## Biographie
Marquis Hainse s'est enrôlé au sein des Forces armées canadiennes en 1977. Il reçut sa commission d'officier en 1980 au sein du Royal 22e Régiment. Il devint commandant du 1er Bataillon du Royal 22e Régiment en 1996 alors que celui-ci se trouvait à Port-au-Prince en Haïti. Il devint le chef d'état-major du Secteur du Québec de la Force terrestre (maintenant la 2e Division du Canada) en 2001 et commandant de la force opérationnelle de la Bosnie-Herzégovine en avril 2002. En septembre 2004, il prit le commandement du 5e Groupe-brigade mécanisé du Canada avant de devenir le chef d'état-major du Commandement Canada à Ottawa en juillet 2006. Ensuite, il servit en Afghanistan en tant que commandant adjoint du Commandement régional Sud (en) en 2007. En mai 2008, il devint le commandant du Système de la doctrine et de l'instruction de la Force terrestre (maintenant le Centre de la doctrine et de l’instruction de l’Armée canadienne). En 2011, il devint le commandant adjoint de l'Allied Joint Force Command Naples en Italie. Il devint le commandant de l'Armée canadienne en juillet 2013, position qu'il occupa jusqu'au 19 janvier 2016 lorsqu'il fut nommé en tant que représentant militaire aux quartiers-généraux de l'OTAN à Bruxelles en Belgique.

## Annexe